# Henri Ferran
Henri François Ferran, né le 20 juin 1907 à Paris (Seine) et mort le 6 février 2003 à La Seyne-sur-Mer (Var), était un officier de marine français.

## Biographie
Henri François est né à Paris le 20 juin 1907, fils de François Ferran et Berthe, née Persohn. Son père Lieutenant-Colonel Commandant le 101ème R. I. meurt pour la France en septembre 1914. Pupille de la Nation, il fait de brillantes études au lycée Buffon avant d’intégrer en 1925 l’Ecole Navale dont il sort major de sa promotion en 1927.
Il embarque sur l'aviso Cassiopée à Saigon (1929-1931) puis sur les croiseurs Colbert et Gueydon à Toulon. Très bien noté, il rejoint le sous-marin Surcouf (1934). Lieutenant de Vaisseau en 1933, il reçoit le commandement du chalutier hydrographe Sentinelle (1936-1937). Attaché au service "artillerie" du Dunkerque (1938), il dirige ensuite les services "artillerie" du contre-torpilleur Triomphant (1939) et du croiseur Gloire (1940-1941). 
Affecté au Deuxième bureau de l'État-major de la Marine à Vichy en 1942, il est promu capitaine de corvette et chargé de recueillir des informations sur la construction du mur de l'Atlantique édifié par les Allemands en zone occupée contre toute tentative de débarquement allié. Il tient à jour un grand registre où il répertorie, mètre par mètre, le littoral interdit. Dans ces fonctions, il fait la connaissance de Thomas Cassady, un Américain qui a combattu aux côtés de la France durant la Première Guerre mondiale, et est devenu un as de l'aviation. Ami personnel du secrétaire d'état à la marine Frank Knox, Cassady a été nommé officiellement au grade de lieutenant commander de l'United States Navy et au poste d'attaché naval à l'ambassade américaine à Vichy, auprès de l'amiral William Leahy, l'ambassadeur. Officieusement, son rôle est de monter une antenne de l'Office of Strategic Services à Vichy et de travailler avec la France libre et la Résistance intérieure française. C'est grâce à Henri Ferran que les services secrets américains furent informés des premiers travaux des fantastiques défenses dressées par les Allemands. Henri Ferran renseigne aussi Cassady sur l'ordre de bataille de la flotte sous-marine allemande à travers toutes les mers du globe, qu'il reconstituait le plus discrètement possible, un travail de fourmi…
Le 1 septembre 1942, le Capitaine de Corvette Ferran est nommé attaché naval à l'ambassade de France à Berne (Suisse). Thomas Cassady perd un précieux informateur, mais Ferran poursuit la mission que ses chefs lui avaient confiée à Vichy et à ce poste, il anime des réseaux de renseignements qui fournissent des informations aux Alliés en recoupant les informations fournies par d'autres services secrets alliés : les Polonais, qui avaient d'excellents agents en Allemagne, les Tchèques et même les Suisses, qui avaient de précieuses informations sur la flotte italienne en mer Adriatique.
Nommé Officier de la Légion d’Honneur, il est maintenu dans son poste à la fin de la guerre par la Commission d'épuration des attachés navals. De retour à l'Etat-major de la Marine en 1946 comme Capitaine de Frégate, il donne sa démission qui est acceptée avec regrets. 
Diplômé du CPA de la chambre de commerce de Paris, il fait carrière dans l’industrie pétrolière à partir de 1947 et devient en 1969, Président directeur général de Totalgaz, Compagnie Française des Gaz Liquéfiés. Il fut ensuite président directeur général des Docks des Alcools, carburants et lubrifiants (1974), administrateur de sociétés, et président du comité professionnel du butane et du propane. 
Il avait épousé le 31 juillet 1944, à Berne, Nicole Hélène Fiechter, née le 31 janvier 1924 à Alexandrie, en Égypte, fille de Jacques René Fiechter et de la comtesse Maria Nickolaevna Ochanoff, dont il eut cinq enfants.